# Associação Esportiva Alvinegro
A  Associação Esportiva Alvinegro é uma agremiação esportiva da cidade do Fortaleza, do estado de Ceará, fundado a 20 de novembro de 1983.

## Participações no Campeonato Cearense Feminino
| Ano  | Posição       |
| 2008 | 9º(penúltimo) |